# Barry Bostwick
Barry Knapp Bostwick, född 24 februari 1945 i San Mateo, Kalifornien, är en amerikansk skådespelare och sångare.
Bostwick har medverkat i ett stort antal filmer och tv-serier. I Sverige är han kanske mest känd för rollen som den inkompetente borgmästaren Randall Winston i komediserien Spin City, som Oliver Gates i Law & Order: Special Victims Unit och som Brad Majors i den numera kultförklarade klassikern The Rocky Horror Picture Show. Han har också haft gästroller i tv-serier som Cougar Town, Nip/Tuck och Ugly Betty.
Bostwick är sedan 1994 gift med Sherri Jensen, de har två barn tillsammans.

## Filmografi i urval
- 1975 – The Wrong Damn Film
- 1975 – The Rocky Horror Picture Show
- 1978 – Charlies änglar (TV-serie)
- 1978 – Movie Movie
- 1988–1989 – Krig och hågkomst (TV-serie)
- 1989 – Tills vi möts igen (TV-serie)
- 1993 – Länge leve Bernie 2
- 1996–2002 – Spin City (TV-serie)
- 2004–2007 – Law & Order: Special Victims Unit (TV-serie)
- 2008 – Ugly Betty (TV-serie)
- 2009 – Supernatural (TV-serie)
- 2009 – Ghost Whisperer (TV-serie)
- 2009 – Nip/Tuck (TV-serie)
- 2010–2014 – Cougar Town (TV-serie)